# Denis Rancourt
Pour les articles homonymes, voir Rancourt.
Denis Gabriel Rancourt, né le 23 mars 1957 en Ontario au Canada, est un ancien enseignant canadien, devenu climato-sceptique. 
Il est connu pour ses démêlés avec son ancien employeur (l'Université d'Ottawa) à propos de questions liées à la manière de noter les élèves, et à ce que l'on a appelé le « squat académique » (acte de changer arbitrairement le sujet d'un cours sans l'autorisation du département concerné de l'Université),.

## Biographie
Denis Rancourt est né le 23 mars 1957 en Ontario. En 1984, il obtient un doctorat en physique  de l'université de Toronto puis une bourse postdoctorale du Conseil de recherches en sciences naturelles et en génie du Canada (CRSNG) pour faire des séjours dans des laboratoires de recherche en France et aux Pays-Bas de 1984 à 1986.
À son retour, il devient chercheur universitaire et professeur de physique à l'université d'Ottawa pendant 23 ans. Il supervise plus de 80 stages ou diplômes de recherche ainsi que publie plus de 100 articles de recherche dans des revues scientifiques à comité de lecture, dans les domaines de la physique, de la chimie, de la géologie, de la science des matériaux et de la science du sol.
Après son congédiement en 2009, il devient activiste social indépendant et critique scientifique à tendance conspirationniste[réf. nécessaire].

## Conflit académique avec son université
En 2000, Denis Rancourt entre en conflit avec son université en raison de son approche pédagogique lorsque, dans une affaire (qui a été dénommée « squat académique » : il a changé le contenu du cours universitaire qu'il était supposé faire (cours de physique, obligatoire pour tous les participants au programme d'études environnementales), transformé en un atelier non noté, très participatif se concentrant selon D. Rancourt « non seulement [sur] la façon dont la science influe sur la vie quotidienne, mais sur la manière dont elle est reliée à de grandes structures de pouvoir » pour apprendre « ce dont les grands prêtres de la science ont dit et comment la science est utilisée » ; « L'idée était ce que l'on pourrait appeler le squat académique, [où] vous suivez un cours qui vous a été assigné et vous en faites quelque chose d'autre, quelque chose que vous jugez plus important, plus pertinent et que les étudiants apprécieront davantage, dont ils ont besoin plus dans leur programme d’études. Il n'y a pas de conférences, seulement des discussions avec des conférenciers invités, après quoi la classe se divise en groupes de travail dont le dernier trimestre a traité de sujets allant de la fin de l'apathie à la recherche de meilleures tactiques activistes », en mettant en question les usages et des abus de la science et du pouvoir en général,,.

### Suspension
Alors qu'il est encore à l'université, Rancourt lance et tient un blogue (« U of O Watch »), où il publie notamment des allégations de méfaits de la part d'administrateurs de l'université et de certains de ses collègues universitaires. En 2008, l'université a utilisé la notion de violation du droit d’auteur contre ce blog qui a utilisé des images copiées sur le site web de l'université, et elle a attribué à Rancourt une suspension (critiquée par Rancourt lui-même). Le 22 novembre 2008, Rancourt est en outre arrêté sur le campus et empêché d'entrer dans son laboratoire de physique. Il se plaint que l'administration n'a justifié ni expliqué cette action à son encontre. Cependant, dans le journal étudiant The Fulcrum, Andrée Dumulon (directrice du service de communication de l'université), déclare que l'accès au labo lui a été interdit car l'université a découvert qu'il y avait « des personnes non autorisées ».
En 2008, concernant le contenu du cours, un « arbitre en droit du travail » (canadien) s'est (en juin) rangé de son côté, statuant que « l'enseignement des sciences par le biais de l'activisme social est protégé par la liberté académique ». En juin 2009, les charges retenues contre Rancourt en relation avec son arrestation policière (en janvier 2009) sur le campus (pour intrusion après qu'il a été banni du campus) sont abandonnées ; et Rancourt affirme que l'université a donné de fausses informations à la police.

### Mise à la porte
Le 10 décembre 2008, Rancourt reçoit deux lettres de son administration : la première lui signifiait qu'il était sous suspension administrative et banni du campus, et la seconde indiquait que le doyen de la Faculté des sciences avait recommandé au Conseil des gouverneurs le renvoi de Rancourt [réf. nécessaire]. La raison invoquée pour ce renvoi était l'attribution de notes A + par Rancourt à tous les étudiants de ses cours de physique de quatrième année pour le trimestre d'hiver 2008. Ces cours comprennent la mécanique quantique (un cours obligatoire dans le cursus) et la physique des solides.
Rancourt déclare alors que les actions de l'administration en général, et son licenciement en particulier, sont influencées en partie par le lobby israélien et le complexe militaro-industriel, lié à ses opinions politiques, en particulier sa position sur le conflit israélo-palestinien,,,. Il a écrit dans son blogue que le président de l'université d'Ottawa (Allan Rock, ancien ministre de la Justice) semble être « un point-man du lobby israélien à l'Université d'Ottawa ». Ce renvoi a généré un débat public provincial (Ontario) et national (Canada) sur la notation et le classement dans les cursus universitaires,,,,,.
Le 31 mars 2009, le Comité exécutif du Conseil des gouverneurs de l'université vote à l'unanimité son exclusion. Denis Rancourt a exprimé l'opinion que la question du classement était un prétexte à son licenciement et des médias canadiens ont fait écho à l'hypothèse que le renvoi de Rancourt était politique,. Rancourt porte plainte contre son congédiement.

### Arbitrage Foisy
L'affaire de ce licenciement est soumise à un arbitrage exécutoire, où D. Rancourt et son syndicat soutiennent que le sujet des notes de classement n'a été qu'un prétexte au renvoi de Rancourt et que ce licenciement a été fait de mauvaise foi. En 2011, l'arbitrage se déroule sous la présidence de l'arbitre Claude Foisy et se déroule sur presque 30 jours d’audience étalés sur 3 ans (le dernier jour d'audience étant le 26 juin 2013), le jugement d'arbitrage était attendu quelques mois après la fin des audiences.
Au cours des auditions, l'Université a aussi accusé Rancourt d'« inciter les étudiants à la violence », utilisant comme preuve une vidéo musicale YouTube sur l'anarchisme. Après la conclusion des audiences d'arbitrage, la revue Chronicle of Higher Education a commenté l'affaire comme « soulevant des questions sur la liberté académique et ses limites ».
Dans une décision datée du 27 janvier 2014 l’arbitre Claude Foisy a finalement statué que le licenciement de Denis Rancourt par son université était légitime,. Le 10 mars 2014, le syndicat de Denis Rancourt annonce qu'il ferait appel de la décision de l'arbitre,.

### Poursuite par Joanne St. Lewis
En réaction à son blog, en juin 2011, Joanne St. Lewis, professeure de droit à l'université d'Ottawa et afro-américaine : « première femme noire à être élue conseillère du Barreau du Haut-Canada » (2001-2009; 2015-2016), a poursuivi Rancourt (pour 1 million de dollars) à propos de deux articles du blogue de Rancourt, qu’elle estimait diffamatoire à son sujet,.
Le Law Times (Canada) a publié un article sur cette affaire le 29 août 2011. L'action a été jugée en mai 2014, mais Rancourt a quitté le procès la première semaine en invoquant une « appréhension raisonnable de partialité » et un « tribunal kangourou », au motif que le juge avait refusé l'un de ses moyens de défense lors de sa déclaration liminaire au jury.
En juin 2014, le tribunal conclut que Rancourt avait effectivement diffamé St. Lewis, accordant à cette dernière 350 000 $CDN en dommages-intérêts,. Rancourt a fait appel de la décision, mais son appel a été rejeté et il a été condamné à payer 30 000 $CDN supplémentaires de frais d’appel,. En février 2016, la Cour suprême du Canada a refusé d'entendre l'appel déposé par Denis Rancourt mais ce dernier a promis de porter sa cause devant le comité des droits de l'homme des Nations unies malgré ses frais d'avocats qui totalisent plus d'un million de dollars.

### Examen CAUT
En novembre 2008, l'Association canadienne des professeures et professeurs d'université (CAUT) a annoncé qu'elle créerait un comité d'enquête indépendant (ICOI) dont le mandat serait :
1. « d'examiner la série de différends en cours entre Rancourt et l'Université d'Ottawa » ;
2. « pour déterminer s'il y a eu des violations ou des menaces contre la liberté académique et d'autres droits du corps professoral » ;
3. « faire toutes recommandations appropriées ».

Ce comité était composé de trois professeurs (de l'université York, de l'université Wilfrid Laurier et de l'université Rider). Son rapport, publié en 2017, a conclu que « l'Université d'Ottawa avait eu raison de licencier le Dr Rancourt pour insubordination »,,.

### Surveillance secrète
En janvier 2010, Rancourt a publié un document affirmant que l'université d'Ottawa a exercé une surveillance secrète sur lui-même et plusieurs étudiants en 2006 et 2008. Rancourt s'est basé sur des informations obtenues via un appel en droit d'accès à l'information,,,,.

## Point de vue de D. Rancourt

### Environnement, changement climatique, trou de la couche d'ozone et pluies acides
Fin février 2007, Rancourt (qui n'est pas climatologue) a publié un essai controversé, contestant les théories dominantes sur le changement climatique sur son blog (Alexander Cockburn écrivant dans The Nation l'a qualifié d'être « l'un des meilleurs essais sur la création de mythes à effet de serre dans une perspective de gauche ».). Dans ses cours de physiques, D. Rancourt présentait le CO2 comme un gaz mineur, utile aux plantes comme nutriment, et mettait en doute tout effet du réchauffement climatique en termes de risques écologique ou sur la survie de l'humanité, même avec une terre plus chaude de 10 °C.
Le 26 octobre 2007, le sénateur américain James Inhofe (R-OK) a évoqué le blogue de Rancourt lors d'un discours visant à contester les preuves avancées par les climatologues. Il a noté que Rancourt, qu'il a présenté comme « un militant et scientifique engagé de gauche », croit que les écologistes ont été dupés en promouvant le réchauffement climatique comme une crise, citant pour appuyer cette théorie plusieurs points du blogue de Rancourt. Il ne croit pas aux effets du trou de la couche d'ozone ni des pluies acides.

### Pandémie de COVID 19
En 2020, lors de la pandémie de COVID-19, Rancourt se positionne en faveur des Mouvements d'opposition au port du masque durant la pandémie de Covid-19 et critique la réaction du gouvernement canadien (estimant qu'il n'y a pas de preuve scientifique, selon lui, de l'intérêt du confinement, qui - toujours selon Rancourt s'apparente à un « homicide de masse » ; il critique aussi l'OMS, et dénie la gravité de l’épidémie (qui ne serait que la charge hivernale normale de morbidité hivernale, et due à un virus qui n'est pas « hors-norme » , et que les masques et les gestes barrières soient utiles, il recommande une désobéissance civile avec refus de porter les masques (qu’il présente comme un « symbole d'obéissance »)… après avoir fait un rapport technique personnel, intitulé Technical Report ; Masks Don't Work : A review of science relevant to COVID-19 social policy(non revu par des pairs). Selon D Rancourt, on n’a pas et on n’aura pas de vrai pic de surmortalité (ou ce pic serait dû au fait qu’on s’est mal occupé des malades vulnérables ou personnes âgées en les confinant notamment). En aout 2020, il produit un autre rapport technique personnel (non revu par des pairs), sur le thème de l'inutilité des masques pour la population (selon lui) dans le cas de maladies virales aéroportées.